# Yoichi (Hokkaidō)
Yoichi (余市町, Yoichi-chō) est un bourg du district de Yoichi, situé dans la sous-préfecture de Shiribeshi, sur l'île de Hokkaidō, au Japon.

## Géographie

### Situation
Le bourg de Yoichi est situé dans le sud-est de la péninsule de Shakotan, au bord de la mer du Japon, sur l'île de Hokkaidō, au Japon.

### Démographie
Au 31 mars 2015, la population de Yoichi s'élevait à 20 026 habitants répartis sur une superficie de 140,59 km2.